# FIDEオンラインアリーナ
FIDEオンラインアリーナ（英語: FIDE Online Arena）は、国際チェス連盟（FIDE）の公式チェス対局サイト。サーバーのテストバージョンは2013年8月8日に開始された。 2013年10月には完全機能バージョンが発表された。国際チェス連盟の唯一の公式オンライン・チェス・プラットフォームであり、オンラインでの公式戦、トーナメント、世界選手権に参加でき、基準を満たせば国際的な公式レーティングとタイトルが付与される。
2014年4月4日、FIDE会長キルサン・イリュムジノフの発表により、FIDEオンラインアリーナの完全稼働版が開始された。 対局をすることでFIDEのオンライン・レーティングが取得できる。また、将来的にはブリッツとラピッドの持時間について、FIDEオンライン・レーティングと従来の実戦大会(OTB)のレーティングとを統合する計画も発表された。2015年12月21日、新しいインターフェースが公開された。
2015年9月の内部報告書によると、現在の会員数は4805人、有料会員は2078人で、最も会員数が多い国はインドである。
2016年1月7日、最初のニュースレターが発行され、2016年のイベントの計画が発表された 。ニュースレターには、「アリーナでのタイトルは2016年1月から毎月のFIDEレーティングリストに収録される予定である。FIDE公式タイトルとして、OTB競技会でも選手の名前の前に表示できる」との記載があった。しかし、FIDEの公式タイトル規定には「(0.3)のタイトルのみがFIDEに認められている」と明記されており、GM、IM、FM、CMとその女子版が列挙されているが、アリーナ版の記載はない。